# Ghiacciaio Nottarp
Il ghiacciaio Nottarp è un ghiacciaio tributario lungo circa 9 km situato nella regione meridionale della Dipendenza di Ross, nell'Antartide orientale. Il ghiacciaio, il cui punto più alto si trova a circa 1400 m s.l.m., si trova nella regione settentrionale delle monti della Regina Elisabetta, nell'entroterra della costa di Shackleton, e fluisce verso est-nord-est scorrendo lungo il versante meridionale del monte Damm e quello settentrionale del monte Heiser fino a unire il proprio flusso a quello del ghiacciaio Lowery.

## Storia
Il ghiacciaio Nottarp è stato mappato da membri dello United States Geological Survey (USGS) grazie a fotografie aeree scattate dalla marina militare statunitense nel periodo 1960-62, e così battezzato dal Comitato consultivo dei nomi antartici in onore di Klemens J. Nottarp, un glaciologo del Programma Antartico degli Stati Uniti d'America di stanza sulla barriera di Ross nelle stagioni 1962-63 e 1965-66.